# Ötvös Éva
Ötvös Éva (Miskolc, 1951. január 10. –) magyar színművész, előadóművész.

## Életpályája
Gyermekéveit Tarcalon töltötte, ahol a Zombori testvérek magániskolájában tanult zongorázni, szolfézst és táncot.
Bár közgazdasági középiskolát végzett, és ezen a területen négy éven át dolgozott, folyamatosan képezte magát és fellépett a Manézs Színház tagjaként. Beszédtechnikát Montágh Imrénél tanult, majd a Miskolci Rádiónál, mikor bemondó volt.
A Latabár Endre Színkör tagjaként megnyerte a legjobb női alakítás díját Balassagyarmaton, az 1973-as országos színjátszó fesztiválon. Ugyanebben az évben csatlakozott a Kelet Irodalmi Alkotócsoporthoz, ami 1998-ban szűnt meg. Több önálló irodalmi estet hozott létre, főként az alkotócsoport költőinek verseiből: ilyen volt például Rege az abszolútról Répássy Tamás költeményeivel vagy a Lendítem lábamat című előadás, ami Balogh Attila műveiből állt össze.
1975-ben szerződött a kaposvári Csiky Gergely Színházhoz, majd egy év múlva a Miskolci Nemzeti Színházhoz, ahonnan 1980-ban jött el. Ekkor szellemi szabadfoglalkozású lett, és több mint tíz év múlva létrehozta az ország első vidéki magánszínházát Premier Színház néven, ahol neves miskolci színművészek léptek fel, akik Borsod-Abaúj-Zemplén megye legkisebb településeire is elvitték a kultúrát. Játszották a Vándor diákot, a Dankó Pistát, A csókos asszonyt és a Mágnás Miskát is. Gyermekműsorokkal is szórakoztatták a közönséget. Ilyen volt a Bors néni, a János vitéz és a Háry János.
Szellemi szabadfoglalkozású művészként Ötvös Éva színésztársaival rendhagyó irodalmi órákkal járta a vidéket, ahol az iskolásokat megismertették József Attilával, a nyugatosokkal és Petőfi Sándorral.
2009-ben alapították meg a Múzsák kertjét a Miskolci Galéria Feledy-házában, ahol a Gömörország Regionális Kulturális Egyesület kezdeményezésére havonta jelentkezett az Irodalmi Fonó című rendezvény. Ennek Ötvös Éva rendszeres előadója. De ekkorra már országszerte kérték fel őt versmondásra, Cseh Károllyal közösen állítottak össze előadói estet a költő műveiből, dr. Ötvös László bibliagyűjtővel pedig kiállítással egybekötött ismeretterjesztő verses előadásokat hoztak létre.
2020-tól a Katolikus Karitászban tevékenykedik.
Mély hangjával, egyedi versmondásával számos CD hallható, pl. Arany János balladáiból.

## Szakmai életrajz
- 1967–1972 Manézs Színház Miskolc
- 1973-tól Latabár Endre Színkör Miskolc
- 1973–1998 Kelet Irodalmi Alkotócsoport tagja
- 1975– Csiky Gergely Színház Kaposvár
- 1976– Miskolci Nemzeti Színház Miskolc
- 1980– Szellemi szabadfoglalkozású
- 1989– Színészek Szabad Egyesülete
- 1991-ben a Premier Színház Alapítvány elnöke.
- Közreműködik gyermekműsorok, kortárs költők műveinek népszerűsítésében, biblia kiállításokon.
- Létrehozta az ország első vidéki magán színházát neves miskolci színészekkel Premier Színház néven.
- Múzsák kertje irodalmi fonó rendezvényeinek rendszeres előadója

### Önálló estek
- Répássy Tamás: Rege az abszolútról
- Balogh Attila: Lendítem lábamat

### Rendhagyó irodalomórák
- József Attila: Tiszta szívvel

### Nyugatosok
- Szeretném ha szeretnének

### Petőfi Sándor verseiből
- Fa leszek, ha fának vagy virága

## Szerepei
- Suga Senszuke Gappó és lánya Csui-Csui
- Kertész Ákos: Üvegkalitka – Zsuzsa
- Ludvik Askenazy: Az Ön számlájára ment! – Anya
- Illés Endre Szávitri és Szatjaván-Szávitri (a legjobb női alakítás díja)
- Euripidész: Bakkhánsnők-kar
- Benedek András: Garabonciás-Dalma, árva királylány
- Euripidész: Hekabé-kar
- Euripidész: Elektra-kar
- Bertha Búlcsú: A fűrdőigazgató-Gizi
- Alexandre Brefort: Irma,Te édes-Lulu
- Nemes Nagy Ágnes: Bors néni-Lackó
- Lehár Ferenc: Vándordiák-Karolin
- Dankó Pista daljáték-Juli
- Zerkovitz Béla: A csókos asszony-Rica Maca
- Szirmai Albert: Mágnás Miska-Marcsa
- Huszka Jenő: Lili bárónő-Clarisse, színésznő
- Mindeni/félre/lépik: Zenés kabaré
- Zubornyák Zoltán: Napkirályfi-Kocorbuci
- Petőfi Sándor: János Vitéz − pódium előadás
- Kodály Zoltán: Háry János – pódium előadás

## Filmek
- Magyar Nemzeti Levéltár Ötvös Éva címmel dokumentumfilm
- Miskolci Tv versek előadása
- Éjjel nappal Budapest, 2015

## Díjai
- Magyar Ezüst Érdemkereszt (2024)[1]

## Könyvek
2005: A három magyar biblia népszerűsítése címmel, Ötvös László kötete

## Közéleti tevékenysége
- 1990 Képviselő jelölt
- 1996-2004 Miskolci Városi Bíróság-ülnök
- 2002 Kazinczy Társaság tagja
- 2006 Gömörország Regionális Kulturális Egyesület
- 2020 Katolikus Karitász